# Categorías de riesgo en lactancia

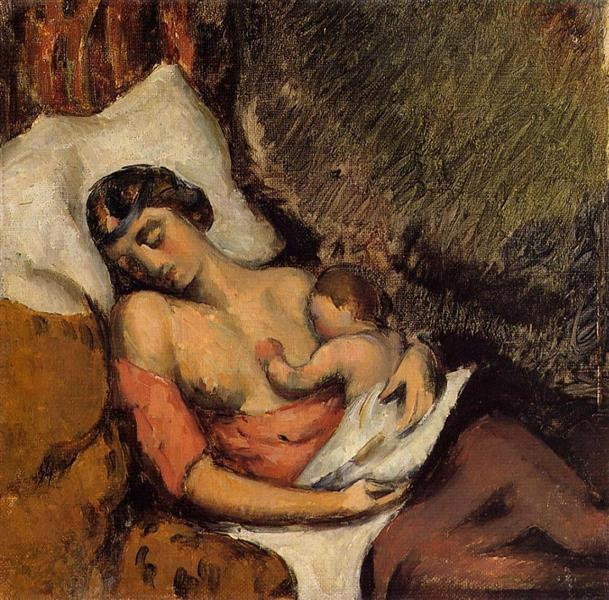
Hortensia da el pecho a Paul, de Cézanne.

La categoría de riesgo en la lactancia materna es una forma de identificar los riesgos potenciales para un bebé ocasionados por fármacos que pasan a la leche materna aún y cuando muchos fármacos se consideran seguros.

## Antecedentes
A la hora de que un médico tenga que prescribir un fármaco, o conjunto de ellos, a una madre que amamanta requiere que este sopese los beneficios del medicamento para la madre contra el riesgo potencial de exponer al bebé a medicamentos. Siempre se debe considerar el hecho empírico de que un fármaco que es seguro para las mujeres durante el embarazo puede no ser seguro para el lactante.

## Razonamiento
La transferencia de medicamentos a la leche materna depende de un gradiente de concentración que permite la difusión pasiva de fármacos no ionizados y no unidos a proteínas. Las drogas normalmente entran en la leche por difusión pasiva, impulsadas por las fuerzas de equilibrio entre el compartimento de plasma materno y el compartimento de la leche materna. Pasan del plasma materno a través de los capilares hacia los lactocitos que recubren el alvéolo. Los medicamentos generalmente deben pasar a través de ambas membranas lipídicas bicapa de la célula alveolar para penetrar en la leche; aunque desde el principio pueden pasar entre las células alveolares (primeras 72 horas después del parto). Durante los primeros tres días de vida, existen grandes espacios entre las células alveolares.
La exposición al medicamento del bebé puede verse limitada prescribiendo medicamentos a la madre que amamanta que se absorben poco por vía oral, evitando amamantar durante los momentos de máxima concentración de fármaco en el suero materno y prescribiendo terapia tópica cuando sea posible. Las madres de bebés prematuros o comprometidos pueden requerir una dosificación alterada para evitar la acumulación y toxicidad del medicamento en estos bebés.

## Guías a tomar en cuenta
1. Muchos medicamentos son seguros para la lactancia, sin embargo, se deben evitar los medicamentos no esenciales.
2. Hasta donde sea posible, se prefieren los medicamentos con vida media corta, alta unión a proteínas, baja biodisponibilidad oral y alto peso molecular.
3. La edad y el peso del bebé deben ser considerados; se requiere precaución para bebés prematuros y recién nacidos.
4. Los medicamentos que son seguros de usar en los bebés generalmente son seguros de usar en mujeres que amamantan.
5. Generalmente se prefieren los medicamentos para los cuales hay una experiencia de uso a largo plazo en la práctica clínica en lugar de los medicamentos más nuevos.
6. Los medicamentos utilizados en los primeros 3 a 4 días después del parto generalmente producen niveles subclínicos en el recién nacido debido al volumen limitado de leche producida durante este período.
7. En ciertos medicamentos, es posible que se requiera interrumpir la lactancia durante algunas horas o días.[4][3]

## Categorías
Las categorías de riesgo están marcadas con las letras y números L1, L2, L3, L4 y L5 y representan desde la seguridad del fármaco para emplearse durante la lactancia hasta los que están totalmente contraindicados, en ese orden.
Para estas ponderar estas categorías se empleó la información del farmacólogo, Dr. Thomas Hale, quien actualiza sus consejos por lo regular cada dos años. Sus consejos se basan en todos los aspectos farmacocinéticos conocidos que son importantes para los profesionales de la salud y, especialmente, para  las madres que amamantan y sus bebés. La información del Dr. Hale también se basa en los artículos científicos más recientes publicados. Con base en esta información, él determina la categoría de riesgo de lactancia.

## Tabla de categorías
| Categorías farmacológicas de riesgo en la lactancia según el Dr. Hale. | |
| Categoría L1                                                           | Máxima seguridad. Medicamento que ha sido tomado por un gran número de madres que amamantan sin observarse ningún incremento en los efectos adversos en el bebé. Los estudios controlados en mujeres que amamantan no demuestran un riesgo para el bebé, y la posibilidad de daño al lactante es remota o el producto no es biodisponible por vía oral en un bebé. |
| Categoría L2                                                           | Seguro. Medicamento que se ha estudiado en un número limitado de mujeres que amamantan y que no se ha observado un incremento de los efectos adversos en el bebé; y/o la evidencia de un riesgo probable demostrado que siga al uso de este medicamento en una mujer que amamanta es remota. |
| Categoría L3                                                           | Moderadamente seguro. No hay estudios controlados en mujeres que amamantan; sin embargo, el riesgo de efectos adversos para un lactante es posible; o, los estudios controlados muestran solo efectos adversos mínimos no amenazantes. Se deben administrar medicamentos solo si el beneficio potencial justifica el riesgo potencial para el bebé. |
| Categoría L4                                                           | Posiblemente peligroso. Existe evidencia positiva de riesgo para un bebé que es amamantado, o para la producción de leche materna, pero los beneficios del uso en madres que amamantan pueden ser aceptables a pesar del riesgo para el bebé (por ejemplo, si el medicamento es necesario en una situación potencialmente mortal o enfermedad grave para la cual no se puedan utilizar medicamentos seguros o no son efectivos).                                           |
| Categoría L5                                                           | Contraindicado. Los estudios en madres que amamantan han demostrado que existe un riesgo significativo y documentado para el bebé basado en la experiencia humana; o es un medicamento que tiene un alto riesgo de causar un daño significativo a un bebé. El riesgo de usar el medicamento en mujeres que amamantan claramente supera cualquier posible beneficio de la lactancia materna. El medicamento está contraindicado en mujeres que están amamantando a un bebé. |